# 察罕帖木儿
察罕帖木兒（約1292年—1362年7月6日），乃蛮部豁里氏，字廷瑞，元末將領，漢化甚深，善文學，曾參加科舉考試，並中舉人，自取漢名「李察罕」。屢平各起事軍，曾官平章兼河南樞密事，1362年7月6日被降將田豐及王士诚刺殺。
他去世后，朝廷赠推诚定远宣忠亮节功臣、开府仪同三司、上柱国、河南行省左丞相，追封忠襄王，谥献武。他下葬后，改赠宣忠兴运弘仁效节功臣，追封颍川王，改谥忠襄，食邑河南沈丘县，在当地立祠，岁时致祭。封其父阿鲁温为汝阳王，后又进封梁王。

## 簡介
祖籍北庭（今新疆吉木萨尔北）。梁王阿魯溫之子，祖乃蠻台，曾祖闊闊台隨蒙古帝国大軍進入中国，後世代定居於穎州沈丘（今安徽臨泉縣）。
元惠宗至正十二年（1352年），察罕帖木兒起兵對抗劉福通所領導的紅巾軍，並和李思齊一起攻破農民起義軍佔領的罗山，從此受到元政府的重視。隨著察罕帖木兒不斷挫敗紅巾軍，其官職和地位逐漸上升，由汝寧府達魯花赤升至兵部尚書，後歷任陝西行省平章政事、河南行省平章政事兼河南行樞密院事，中書省平章政事、知河南山東行樞密院事。
1356年至1357年察罕帖木兒領兵在河南、山西和陝西擊敗李武、崔德；1358年擊敗毛貴率領的紅巾軍北伐軍於山西；
至正十八年五月五日（1358年6月11日），元帝国汴梁守将竹贞弃城逃走，红巾军将领刘福通攻克汴梁，把汴梁定为紅巾軍宋政權都城；至正十九年八月十八日（1359年9月10日），察罕帖木兒攻破紅巾軍宋政權都城汴梁；刘福通和韩林儿等人率数百骑兵逃往安丰。察罕帖木兒攻克汴梁后，军纪严明，城中居民生活不受影响，不久河南全境平定。因为军功朝廷拜为河南行省平章政事，兼知河南行枢密院事、陕西行台御史中丞，仍便宜行事。

### 遇刺
1361年察罕帖木兒攻打山東红巾起義軍，佔領濟南，包圍益都；至正二十二年六月十五日（1362年7月6日）紅巾軍降將田豐邀察罕帖木兒來營帳閱兵，後者不疑僅簡從前往，遂被另一名紅巾軍降將王士诚刺殺。五個月後察罕帖木兒的養子擴廓帖木兒俘虜殺死田、王二人。
察罕帖木兒在北方和紅巾軍作戰期間勢力強大。至正二十一年八月初一（1361年8月31日），佔據應天的朱元璋遣使者至汴梁，主動要求與之通好，察罕帖木兒遂派使者部尚書張昶、郎中馬合謀、奏差張璉前往招降，但朱元璋扣下使者，拒不回應。1362年7月6日，察罕帖木兒被降将田丰、王士诚刺殺，朱元璋立即將使者馬合謀、張璉殺死，逼降張昶。

## 子女
1. 擴廓帖木兒（王保保）：察罕帖木兒的外甥、養子。在其死後，拜太尉、中书省平章政事、知枢密院事、银青荣禄大夫，繼承其軍隊。至正二十二年十一月初四日（1362年11月20日），擴廓帖木兒率军攻克益都，杀死田丰、王士诚，为察罕帖木儿复仇。至正二十八年八月二日（1368年9月14日），明军攻克元大都，大元帝国对中国的统治结束，退回本部蒙古草原，继续和明朝对抗，史称北元，擴廓帖木兒成為北元朝廷的支柱，在塞北和新興的明朝長期對抗。朱元璋在北伐期間，曾前往河南坐鎮指揮，並祭祀察罕帖木兒的墳墓，以感化並招降王保保，但沒有效果。
2. 王保保妹，称王氏。1371年嫁给秦王朱樉，1395年被迫殉葬。王保保生父赛因赤答忽另有两子一女：脱因帖木儿、耐驴、观音奴[1]:21。她或是观音奴，或是察罕帖木儿女儿，无从得知。但如察罕帖木兒與王保保從不理會回回信朱元璋，常理應是擇其較為旁支的女眷和親。

## 評價
《國朝典故》記載，朱元璋得知察罕帖木兒遇刺身亡，只說：「天下無人矣！」

## 相关

### 小說
察罕帖木兒在金庸的武俠小說《倚天屠龍記》中是女主角趙敏的父親。
Chaghan-Temur 在澳洲小說家 Shelley Parker-Chan 的奇幻歷史小說 She Who Became the Sun 中是 Esen-Temur 的父親。

### 电影
胡金铨导演的武侠剧《迎春阁之风波》主要讲述的是李察罕被刺杀的故事，其中李察罕由田丰扮演，恰與設局刺殺李察罕的歷史人物同名。

### 电视剧
- 田丰1973《迎春阁之风波》
- 黄新1978《倚天屠龙记》
- 苗天1984《倚天屠龙记》
- 黄新1986《倚天屠龙记》
- 乾德门1994《倚天屠龙记》
- 刘丹2001《倚天屠龙记》
- 德力格尔2003《倚天屠龙记》
- 涂們2009《倚天屠龙记》